# Guatavita (ort)
Guatavita är en ort i Colombia. Den ligger i departementet Cundinamarca, i den centrala delen av landet, 50 km nordost om huvudstaden Bogotá. Guatavita ligger 2 700 meter över havet. Den ligger vid sjön Embalse de Tominé.
I omgivningarna runt Guatavita finns i huvudsak gräsmarker.
Ungefär 18 km nordöst om orten ligger den nästan cirkelrunda sjön Laguna de Guatavita som var helig hos folkgruppen Muisca. Enligt legenden fanns en ceremoni där folkgruppens hövding satt på en flotte och kastade värdefulla föremål i vattnet. Platsen antogs därför vara den mytiska orten Eldorado.
Guatavita flyttades under 1960-talet från en annan plats när vattenmagasinet uppfördes. Flera hus uppfördes i samma stil som fanns i det ursprungliga samhället. Orten har en tjurfäktningsarena och ett bilfri centrum.